# 2018年多倫多國際影展
第43屆多倫多國際影展於2018年9月6日至16日在加拿大多倫多舉行。

## 評審名單
- 李滄東：導演[2]
- 塔尔·贝拉：導演
- 瑪格麗特·馮·卓塔：導演

## 單元
以下電影被選定為各單元：

### 全景展映單元
- 《美麗男孩》，導演：菲利克斯·凡·葛羅尼根
- 《人尽皆知》，導演：阿斯哈·法哈蒂
- 《登月先鋒》，導演：达米恩·查泽雷
- 《幸福綠皮書》，導演：彼得·法拉利
- 《邪不压正》，導演：姜文
- 《生命中的美好意外》，導演：丹·福吉爾曼
- 《不法國王》，導演：大衛·麥肯齊
- 《第一眼戰線》，導演：馬修·海涅曼（英语：Matthew Heineman）
- 《影》，導演：張藝謀
- 《星夢情深》，導演：布萊德利·庫柏
- 《寡婦》，導演：史蒂夫·麦奎因

### 特別放映
- 《7月22日》，導演：保羅·葛林葛瑞斯
- 《被抹去的男孩》，導演：喬爾·埃哲頓
- 《燃燒烈愛》，導演：李滄東
- 《你能原諒我嗎？》，導演：瑪麗艾·海勒
- 《我想有個家》，導演：娜丁·拉巴基
- 《沒有煙硝的愛情》，導演：帕维乌·帕夫利科夫斯基
- 《科萊特》，導演：沃什·韋斯特摩蘭（英语：Wash Westmoreland）
- 《爆料世代》，導演：贾森·雷特曼
- 《寶貝兒》，導演：劉傑
- 《侵密室友》，導演：尼爾·喬丹
- 《孟買酒店》，導演：安東尼·瑪拉斯（英语：Anthony Maras）
- 《藍色比爾街的沉默》，導演：巴里·杰金斯
- 《庫爾斯克號：深海救援》，導演：湯瑪斯·凡提柏格

### 大師
- 《江湖兒女》，導演：贾樟柯
- 《野梨樹》，導演：努里·比格·錫蘭

### 午夜瘋狂
- 《暗殺國度》，導演：山姆·萊文森（英语：Sam Levinson）
- 《月光光新慌慌》，導演：大卫·戈登·格林
- 《終極戰士：掠奪者》，導演：沙恩·布莱克

### 站台
- 《幸福城市》，導演：何蔚庭
- 《摧毀者》，導演：卡瑞恩·庫薩馬（英语：Karyn Kusama）
- 《河畔少年的殘酷青春（英语：The River (2018 film)）》，導演：埃米爾·拜加津

## 外部連結
- 官方网站